# Irving Fisher
Irving Fisher (født 27. februar 1867 i Saugerties, New York, død 29. april 1947) var en fremtrædende amerikansk økonom. Fisher var en af de første amerikanske neoklassiske økonomer. Han var en af de første økonomer, som skelnede mellem nominel rente og realrente.
Fisher er blandt andet kendt for sine arbejder om rente, investering, opsparing og kapitalens produktivitet. Han viste, at i ligevægt svarer kapitalens grænseprodukt til renten, som igen modsvarer husholdningernes eller investorernes tidspræferencerate. 

## Liv og gerning
Fisher studerede først matematik og fysik og blev lærer i matematik ved Yale University og assisterende professor i samme fag i 1893. Efter studier i Europa 1893-1894 flyttede imidlertid Fishers virksomhed over til nationaløkonomien; i 1895 overtog han en undervisningsstilling i dette emne og var fra 1898 professor i økonomi ved Yale. 
I Fishers omfattende produktion kan mærkes en stærk indflydelse fra den østrigske grænsenytteskole og Eugen von Böhm-Bawerk. Fisher udviste en uafhængig og grænsenytteteoretisk tilgang til begrebet kapital i The Nature of Capital and Income fra 1906 og i The rate of interest fra 1907. Hans egen mest overbevisende indsats var på den monetære teoris felt. Han lancerede kvantitetsteorien, som siger, at prisniveauet multipliceret med aktivitetsniveauet i økonomien modsvarer pengemængden multipliceret med pengenes omløbshastighed. I The purchasing power of money fra 1912 ikke kun uddybede Fisher denne teori, men fremlagde også et forslag til pengevæsenets stabilisering: Et fald i prisniveauet fører til en stigning i værdien af penge. Denne stigning ønskede Fisher at undgå ved at lade dollaren svare til en reduceret mængde af guld, "compensated dollar". 
Fisher helligede sig også udarbejdelsen af et indekssystem og fremlagde resultaterne af sine undersøgelser i The Making of Index Numbers fra 1922 og Mathematical investigations in the theory of value and prices fra 1925. Fra 1923 offentliggjorde Fisher sit eget prisindeks, der i 1927 blev udarbejdet af det af Fisher ledede Index Number Institute. Fisher var også kendt som en tilhænger af spiritusforbuddet og forsøgte endda med statistiske data at påvise, at forbuddet medførte en kraftig stigning i produktiviteten i den amerikanske økonomi. 
Også som en praktisk forretningsmand gjorde Fisher en indsats. Han var blandt andet direktør for en virksomhed, der udnyttede et af ham selv opfundet kortsystem. 
Fisher var 1896-1910 redaktør af Yale Review. 
Andre af hans skrifter omfatter Elementary Principles of Economics fra 1913, Stabilizing the dollar fra 1920 og Theory of interest fra 1930.

## Privat
Fisher giftede sig ind i en rig familie, men tabte meget af formuen ved Wall Street-krakket på New York-børsen i 1929. Han er berømt for sit udsagn få dage før krakket om, at aktiemarkedet nu havde nået et permanent højt niveau.